# Stygobromus kazakhstanica
Stygobromus kazakhstanica is een vlokreeftensoort uit de familie van de Crangonyctidae. De wetenschappelijke naam van de soort is voor het eerst geldig gepubliceerd in 1990 door Kulkina.